# 제1차 적색공포

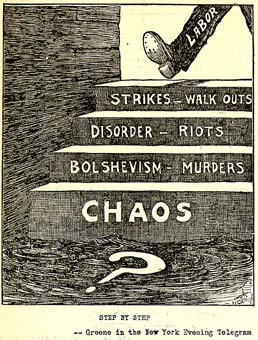
1919년 11월 1일자 《뉴욕 이브닝 텔레그램》 만평

제1차 적색공포(第一次赤色恐怖, the First Red Scare)는 미국의 20세기 역사에서, 볼셰비즘과 아나키즘에 대한 공포가 만연했던 시기를 일컫는다. 그 절정기는 1919년 ~ 1920년이었으며, 아나키즘과 볼셰비즘이 미국 노동운동에 깊에 관여해
있을 것이란 피해망상적인 공포가 만연해 있었다.
적색공포는 제1차 세계대전 와중의 하이퍼내셔널리즘과 러시아 혁명에 그 뿌리를 둔다. 1차대전 말엽 10월 혁명이 일어났고, 미국 당국은 시애틀 총파업, 보스턴 경찰파업 등 노동조직화의 움직임 속에서 공산주의의 위협을 인식했다. 1919년 아나키스트들이 미국 정치경제지도자들을 겨냥한 연쇄폭탄테러를 일으키자 이러한 인식은 극에 달했다. 이 시기 법무장관 알렉산더 미첼 팔머는 과장된 수사, 불법적인 수색 및 압수, 영장 없는 체포와 구류, 수백 명의 극단분자 용의자의 국외추방으로 특징지어지는 폭압적 탄압을 행했다. 또한 남유럽 및 동유럽 출신의 이민자들에 대한 사회적 반감도 일을 키웠다.
볼셰비즘과 공산주의의 위협은 미국 내 사회질서에 대한 도전을 설명짓는 전가의 보도처럼 휘둘러졌다. 심지어는 인종간 폭력 같은 별 상관없는 사안에조차 그러했다. 극단주의에 대한 공포는 표현의 자유의 억압을 정당화했다. 제1차 적색공포는 1920년대 중반에 팔머 법무장관이 노동절날 극단주의자들의 대규모 준동이 있을 것이라고 예측했으나 아무 일이 없고 나서 점차 잦아들었다.

## 같이 보기
- 1740년 바타비아 대학살
- 시크 학살
- 반공주의
- 인도네시아 학살
- 무쇠전선
- 1998년 5월 인도네시아 폭동
- 매카시즘
- 콘도르 작전
- 로자 룩셈부르크
- 르완다 혁명
- 사코와 반제티